# Omar Jasika
Omar Jasika (Melbourne, 18 de Maio de 1997) é um tenista profissional australiano. 
Em 2014, Jasika foi campeão da chave juvenil de simples do US Open de tênis ao derrotar o francês Quentin Halys na final por 2-6, 7-5, 6-1. Ainda em 2014, jogando ao lado do japonês Naoki Nakagawa foi campeão da chave juvenil de duplas do US Open de tênis após derrotar a parceria brasileira formada Rafael Matos e João Menezes na decisão por 6-3, 7-6 (8-6). Ao vencer ambos, Jasika se tornou o primeiro tenista juvenil em 28 anos a vencer o US Open em simples e em duplas. 
Em 3 de Agosto de 2015, Jasika alcançou o ranking de 259 da ATP.